# Alexander Fjodorowitsch Woltschkow

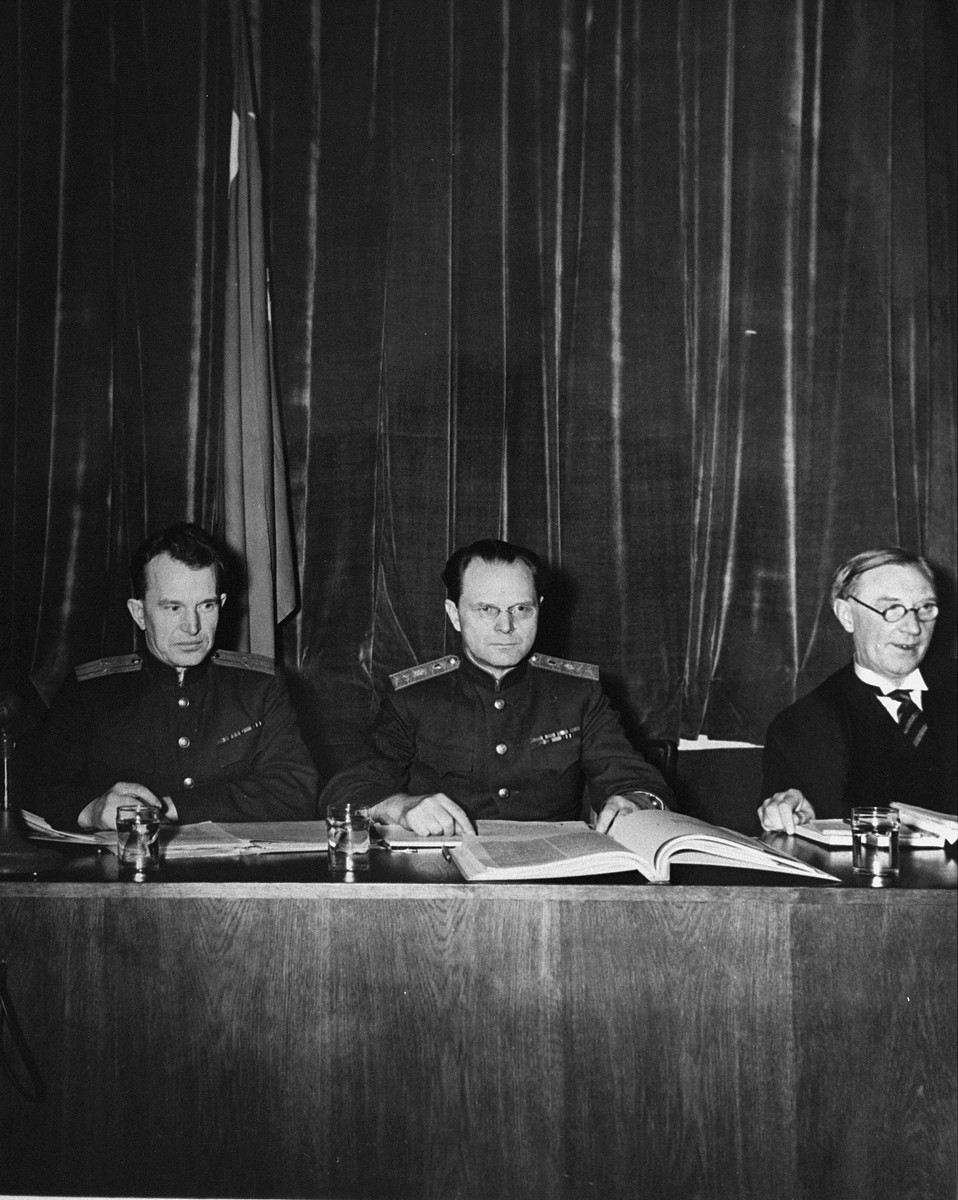
Von links: Alexander. F. Woltschkow, I. T. Nikittschenko und Norman Birkett

Alexander Fjodorowitsch Woltschkow  (russisch Александр Фёдорович Волчков, * 1902; † 1978) war sowjetischer Jurist, Oberst der Justiz und stellvertretender sowjetischer Repräsentant am Internationalen Militärgerichtshof bei dem Nürnberger Prozess gegen die Hauptkriegsverbrecher.

## Leben
Wie Arkadi Poltorak in seinem Buch Der Nürnberger Epilog schreibt, war Alexander Fjodorowitsch sein Kollege im Volkskommissariat für auswärtige Angelegenheiten. Woltschkow war viele Jahre in der Staatsanwaltschaft beschäftigt und arbeitete auch in der sowjetischen Botschaft in Großbritannien. Da er sich mit Fragen des internationalen Rechts auseinandersetzte, war er in den Vorkriegsjahren auch als Dozent tätig und fand sich während des Zweiten Weltkrieges – wie auch Poltorak – in der Rolle eines Vollstreckers der Militärjustiz wieder. Dank seines Wissens auf dem Gebiet des internationalen Rechts und seiner Englischkenntnisse bekam Woltschkow den Posten des Stellvertreters des Repräsentanten der Sowjetunion beim internationalen Kriegstribunal in Nürnberg.
Des Weiteren ist bekannt, dass Alexander Woltschkow wie auch Iona Nikittschenko  während der Sitzungen des Tribunals stets Militäruniformen trugen. Die anderen Mitglieder des Tribunals versuchten sie vergeblich davon zu überzeugen, Richterroben anzulegen. Sowohl Nikittschenko als auch Woltschkow entgegneten auf die Forderungen, dass gerade Militärkleidung das Alleinstellungsmerkmal eines Richters des internationalen Gerichtstribunals sein sollte. Woltschkow wie auch Nikittschenko wurden im Laufe des Prozesses oft als „Richter mit einem harten Kurs“ bezeichnet, da sie zu den Juristen gehörten, die auf keinerlei Kompromisse eingingen.
Woltschkow wurde Mitglied des sowjetischen Auslandsjustizkollegiums in den 1960er und 1970er Jahren.